# Санта Марија де Гвадалупе (Сан Франсиско дел Ринкон)
Санта Марија де Гвадалупе (шп. Santa María de Guadalupe) насеље је у Мексику у савезној држави Гванахуато у општини Сан Франсиско дел Ринкон. Насеље се налази на надморској висини од 1780 м.

## Становништво
Према подацима из 2005. године у насељу је живело 18 становника.

### Хронологија
| Година       | 2000         | 2005 |
| ------------ | ------------ | ---- |
| Становништво | 24 (12 / 12) | 18   |

### Попис
| # | Индикатор                        | Вредност |
| - | -------------------------------- | -------- |
| 1 | Укупно појединачних домаћинстава | 2        |